# Sittard-Geleen
Sittard-Geleen este o comună în provincia Limburg, Țările de Jos. Comuna este numită după cele două localități principale: Sittard și Geleen.

## Localități componente
Born, Broeksittard, Buchten, Einighausen, Geleen, Graetheide, Grevenbicht, Guttecoven, Holtum, Limbricht, Munstergeleen, Windraak, Obbicht, Papenhoven, Schipperskerk, Sittard.